# Anne Lennox
Anne van Keppel, contessa di Albemarle, nata Anne Lennox (24 giugno 1703 – 20 ottobre 1789), è stata una nobildonna britannica.

## Biografia

### Infanzia
Era la figlia del I duca di Richmond e di Anne Brudenell. Suo padre era il figlio illegittimo del re Carlo II.

### Matrimonio

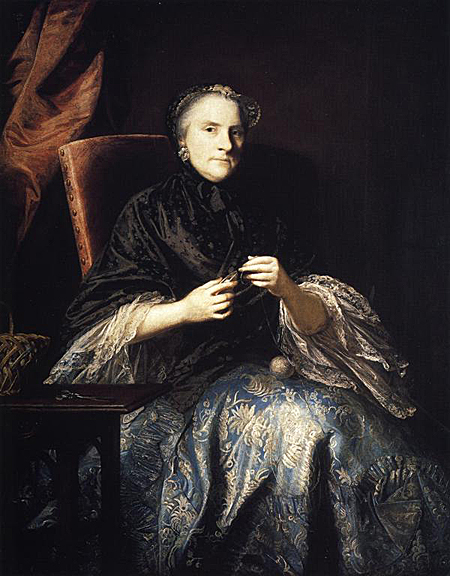
Anne van Keppel, contessa di Albemarle, ritratto di Sir Joshua Reynolds, 1760, National Gallery

Il 21 febbraio 1722, sposò il II conte di Albemarle a Caversham.
La coppia ebbe sei figli.

### Morte
Dal 1725 al 1737 era una Lady of the Bedchamber della regina Carolina. Anna morì nel 1789.

## Discendenza
Lady Anne Lennox e Willem van Keppel, II conte di Albemarle ebbero sei figli:
- George Keppel, III conte di Albemarle (1724-1772);
- Augustus Keppel, I visconte Keppel (1725-1786);
- William Keppel (1727-1782);
- Frederick Keppel (1728-1777);
- Lady Caroline Keppel (1734-?), sposò Robert Adair;
- Lady Elizabeth Keppel (1739-1768), sposò Francis Russell, marchese di Tavistock.

## Ascendenza
|                                                     |                                        |                                               | Genitori                                               |  |  | Nonni |  |  | Bisnonni                                           |  |  | Trisnonni                                        |  |
|                                                     |                                        |                                               |                                                        |  |  |       |  |  | Charles I, re d'Inghilterra, di Scozia e d'Irlanda |  |  | James I, re d'Inghilterra, di Scozia e d'Irlanda |  |
|                                                     |                                        |                                               |                                                        |  |  |       |  |  | Charles I, re d'Inghilterra, di Scozia e d'Irlanda |  |  | James I, re d'Inghilterra, di Scozia e d'Irlanda |  |
|                                                     |                                        | Anna af Danmark                               |                                                        |  |  |       |  |  | Charles I, re d'Inghilterra, di Scozia e d'Irlanda |  |  |                                                  |  |
| Charles II, re d'Inghilterra, di Scozia e d'Irlanda |                                        |                                               |                                                        |  |  |       |  |  | Charles I, re d'Inghilterra, di Scozia e d'Irlanda |  |  |                                                  |  |
|                                                     |                                        | Henriette-Marie de France                     | Henri IV, re di Francia                                |  |  |       |  |  |                                                    |  |  |                                                  |  |
|                                                     |                                        | Henriette-Marie de France                     | Henri IV, re di Francia                                |  |  |       |  |  |                                                    |  |  |                                                  |  |
|                                                     |                                        | Henriette-Marie de France                     | Maria de' Medici                                       |  |  |       |  |  |                                                    |  |  |                                                  |  |
| Charles Lennox, I duca di Richmond                  |                                        | Henriette-Marie de France                     |                                                        |  |  |       |  |  |                                                    |  |  |                                                  |  |
|                                                     |                                        | Guillaume de Penancoët, signore di Kérouaille | René de Penancoët, signore di Kerouazle e Villeneuve   |  |  |       |  |  |                                                    |  |  |                                                  |  |
|                                                     |                                        | Guillaume de Penancoët, signore di Kérouaille | René de Penancoët, signore di Kerouazle e Villeneuve   |  |  |       |  |  |                                                    |  |  |                                                  |  |
|                                                     |                                        | Guillaume de Penancoët, signore di Kérouaille | Julienne Emery du Pont-l'Abbé, signora di Chef-du-Bois |  |  |       |  |  |                                                    |  |  |                                                  |  |
| Louise Renée de Penancoët de Kérouaille             |                                        | Guillaume de Penancoët, signore di Kérouaille |                                                        |  |  |       |  |  |                                                    |  |  |                                                  |  |
|                                                     |                                        | Marie de Plœuc de Tymeur                      | Sébastien de Plœuc, marchese di Tymeur e Kergolay      |  |  |       |  |  |                                                    |  |  |                                                  |  |
|                                                     |                                        | Marie de Plœuc de Tymeur                      | Sébastien de Plœuc, marchese di Tymeur e Kergolay      |  |  |       |  |  |                                                    |  |  |                                                  |  |
|                                                     |                                        | Marie de Plœuc de Tymeur                      | Marie de Rieux de Sourdeac                             |  |  |       |  |  |                                                    |  |  |                                                  |  |
| Anne Lennox                                         |                                        | Marie de Plœuc de Tymeur                      |                                                        |  |  |       |  |  |                                                    |  |  |                                                  |  |
|                                                     | Robert Brudenell, II conte di Cardigan | Thomas Brudenell, I conte di Cardigan         |                                                        |  |  |       |  |  |                                                    |  |  |                                                  |  |
|                                                     | Robert Brudenell, II conte di Cardigan | Thomas Brudenell, I conte di Cardigan         |                                                        |  |  |       |  |  |                                                    |  |  |                                                  |  |
|                                                     | Robert Brudenell, II conte di Cardigan | Mary Tresham                                  |                                                        |  |  |       |  |  |                                                    |  |  |                                                  |  |
| Francis Brudenell, barone Brudenell                 | Robert Brudenell, II conte di Cardigan |                                               |                                                        |  |  |       |  |  |                                                    |  |  |                                                  |  |
|                                                     |                                        | Anne Savage                                   | Thomas Savage, I visconte Savage                       |  |  |       |  |  |                                                    |  |  |                                                  |  |
|                                                     |                                        | Anne Savage                                   | Thomas Savage, I visconte Savage                       |  |  |       |  |  |                                                    |  |  |                                                  |  |
|                                                     |                                        | Anne Savage                                   | Elizabeth Darcy, contessa di Rivers                    |  |  |       |  |  |                                                    |  |  |                                                  |  |
| Anne Brudenell                                      |                                        | Anne Savage                                   |                                                        |  |  |       |  |  |                                                    |  |  |                                                  |  |
|                                                     |                                        | Thomas Savile, I conte di Sussex              | John Savile, I barone Savile                           |  |  |       |  |  |                                                    |  |  |                                                  |  |
|                                                     |                                        | Thomas Savile, I conte di Sussex              | John Savile, I barone Savile                           |  |  |       |  |  |                                                    |  |  |                                                  |  |
|                                                     |                                        | Thomas Savile, I conte di Sussex              | Elizabeth Cary                                         |  |  |       |  |  |                                                    |  |  |                                                  |  |
| Frances Savile                                      |                                        | Thomas Savile, I conte di Sussex              |                                                        |  |  |       |  |  |                                                    |  |  |                                                  |  |
|                                                     |                                        | Anne Villiers                                 | Christopher Villiers, I conte di Anglesey              |  |  |       |  |  |                                                    |  |  |                                                  |  |
|                                                     |                                        | Anne Villiers                                 | Christopher Villiers, I conte di Anglesey              |  |  |       |  |  |                                                    |  |  |                                                  |  |
|                                                     |                                        | Anne Villiers                                 | Elizabeth Sheldon                                      |  |  |       |  |  |                                                    |  |  |                                                  |  |
|                                                     |                                        | Anne Villiers                                 |                                                        |  |  |       |  |  |                                                    |  |  |                                                  |  |